# Грешка скраћивања
У нумеричкој анализи, грешка скраћивања је грешка направљена скраћивањем бесконачне суме и њеном апроксимацијом коначном сумом. На пример, ако апроксимирамо синусну функцију по прва два ненулта члана њеног Тејлоровог полинома ({\displaystyle \sin(x)\approx x-{\tfrac {1}{6}}x^{3}} за мало {\displaystyle x}), настала грешка је грешка у скраћивању. Присутна је чак и са бескрајно прецизном аритметиком, јер је узрокована скраћивањем бесконачног Тејлоровог полинома да би се формирао алгоритам.
Често грешка скраћивања укључује и грешку дискретизације, грешку која настаје узимањем коначног броја корака у рачунању да би се апроксимирао бесконачан процес. На пример, у нумеричким методама за обичне диференцијалне једначине, континуално променљива функција, која је решење диференцијалне једначине, се апроксимира процесом који напредује корак по корак, а грешка која се појављује је грешка дискретизације или скраћивања. 